# Made
Made és una pel·lícula de comèdia policial estatunidenca del 2001 escrita, dirigida i coproduïda per Jon Favreau. És protagonitzada per Favreau, Vince Vaughn, Peter Falk i Sean Combs. Va ser tant el debut com a director de Favreau com el debut com a actor de Combs.

## Argument
Bobby té vincles amb el cap de la màfia local, Max, però treballa com a paleta honest per als projectes de construcció de Max. Lluita en partits de boxa amateur per a ell, però la seva carrera és poc brillant (cinc victòries, cinc derrotes, un empat). Lluitant per mantenir la seva núvia stripper Jessica i la filla d'ella Chloe, Bobby decideix fer una feina de màfia per a Max. En contra del seu millor criteri, porta al seu amic Ricky, que mai no fa res bé.

## Repartiment
- Jon Favreau com a Bobby Ricigliano
- Vince Vaughn com a Ricky Slade
- Peter Falk com a Max Reuben
- Famke Janssen com a Jessica
- P. Diddy com a Ruiz
- Faizon Love com a Horrace
- Vincent Pastore com Jimmy
- David O'Hara com el gal·lès
- Makenzie Vega com a Chloe
- Leonardo Cimino com a Leo
- Jenteal com a Wendy (com a Reanna Rossi)
- Sam Rockwell com a empleat de l'hotel (sense acreditar)
- Federico Castelluccio com a porter
- Jamie Harris com a Rogue
- Bud Cort com a decorador d'interiors (sense acreditar)
- Drea de Matteo com a Club Girl (sense acreditar)
- Dustin Diamond com ell mateix (sense acreditar)
- Jennifer Esposito com a Club Girl (sense acreditar)
- Grandmaster Flash com a The Spa DJ (sense acreditar)
- Jill Nicolini com a funció (sense acreditar)

## Acollida
L'acollida crítica de la pel·lícula va ser positiva, rebent un 71% de qualificació "Fresca" a Rotten Tomatoes. El consens del lloc diu "No tan bo com Swingers, però encara prou enginyós i ximple per riure's". La pel·lícula va rebre una estrena limitada als Estats Units i gairebé no va tenir cap estrena a l'estranger. Va tenir una recaptació mundial de taquilla de 5,4 milions de dòlars.